# Søværnets Konstabelforening
Søværnets Konstabelforening (forkortet SK) var en fagforening for søværnets konstabler stiftet den 5. juni 1997 på Hjemmeværnsskolen i Nymindegab. SK opstod efter en opsplitning af det oprindelige CS-Søværnet, der var fælles faglig organisation for sergentgruppen, mekanikergruppen og konstabelgruppen i søværnet. Søværnets Konstabelforening, der organiserede en del af konstablerne i Søværnet, var hjemmehørende i Rødovre. Organisationen fusionerede 1. januar 2016 med Centralforeningen for Stampersonel.
SK udgav indtil ultimo 2012 fagbladet SKnyt.

## Forbundsformænd
- Vagn Munkholm Christensen, Svendborg (dengang Frederikshavn), var forbundsformand i perioden 5. juni 1997 – 5. juni 2007.
- Bjarne Krogh-Pedersen fra Haldbjerg ved Frederikshavn var forbundsformand fra 5. juni 2007 til 1. august 2011.
- Ib Skoubo fra Præstbro i Nordjylland, var forbundsformand fra 1. august 2011 og fungerede frem til fusionen med CS i 2016.

## Samarbejdspartnere
Søværnets Konstabelforening var med i kartellet OAO og i centralorganisationen CO-Søfart. SK havde et nært samarbejde med arbejdsløshedskassen Min A-kasse, Tjenestemændenes Låneforening, Tjenestemændenes Forsikring, AP Pension, TRYG m.fl.

## Links
- Søværnets Konstabelforenings hjemmeside